# Confédération générale du travail - Syndicaliste révolutionnaire
 (juillet 2018).
Pour les articles homonymes, voir Confédération générale du travail.
La Confédération générale du travail - Syndicaliste révolutionnaire (CGT-SR) est une ancienne confédération syndicale française créée en 1926, comme scission anarchisante de la CGT-U ; elle fut interdite en 1939. 
La CGT-SR a légué la charte de Lyon, fondatrice de l'anti-politisme syndical. Elle a aussi été partie prenante des luttes majeures de son temps, tel l'anti-colonialisme, les grèves de juin 1936, ou l'aide aux républicains espagnols pendant la guerre civile ainsi que la résistance aux nazis.

## Fondation
Elle fut fondée en 1926 à partir d'une scission de la Confédération générale du travail unitaire. Elle était affiliée à l'Association internationale des travailleurs (AIT).
Son secrétaire confédéral, Pierre Besnard, a marqué de son empreinte l'existence de cette organisation.
Son organe confédéral était Le Combat syndicaliste.

## Apport théorique
Plus que son expérience syndicale, son apport théorique fut remarquable, contenu dans sa charte constitutive dite de Lyon des 1er et 2 novembre 1926, dans laquelle elle dépasse la Charte d'Amiens, référence du syndicalisme français y compris révolutionnaire.
En effet, la Charte de Lyon s'oppose radicalement à l'apolitisme (c'est-à-dire sa neutralité envers les partis politiques) de la Charte d'Amiens.
Au contraire, la CGT-SR se construira, comme l'AIT, sur une base anti-politique : le syndicat ne doit plus être « neutre » envers les partis politiques, mais au contraire lutter activement contre eux, car ils font partie intégrante du problème et non de sa solution et doivent être combattus à ce titre. Cette position inconciliable avec la Charte d'Amiens sera ensuite reprise mot pour mot dans la Charte constitutive de la Confédération nationale du travail française en 1946, dite Charte de Paris.

## Action syndicale
Dans les années 1930, la CGT-SR s’opposa activement, tant en France qu’en Algérie, au colonialisme français. Lors du centenaire de l’occupation française en Algérie, en 1930, une déclaration commune de l’Union anarchiste, de la CGT-SR et de l’Association des fédéralistes anarchistes dénonçait « le colonialisme assassin, la mascarade sanglante ».
Elle eut aussi une action syndicale réelle pendant les grèves de juin 1936, notamment dans le secteur du bâtiment et dans la région toulousaine.
Lors de la révolution espagnole, la CGT-SR fut très active dans le soutien à ses camarades de la Confédération nationale du travail d'Espagne et aussi pendant la guerre civile que s'en suivis. Mais elle fit également des analyses critiques des faits et gestes de la CNT espagnole pendant cette période[réf. nécessaire].
À l'aube de la Seconde Guerre mondiale, elle ne dépassait guère 8 000 adhérents et elle n'eut qu'une influence relativement réduite. Ses détracteurs la nommaient d'ailleurs CGT-Sans Rien. Elle fut le lieu de ralliement en France de tous les anarchistes fuyant la répression totalitaire, notamment les Russes, Bulgares, Allemands, et les Italiens.
Après l'échec de la révolution espagnole, elle ne survécut pas à son interdiction par le gouvernement dès 1939. Néanmoins, nombre de ses militants rejoignirent la lutte dans la résistance au nazisme. 
La Confédération nationale du travail française fut créée en décembre 1946. Parmi ses fondateurs, on retrouve beaucoup de militants de la CGT-SR.

## Figures de la CGT-SR
- Pierre Besnard
- Victor Giraud
- Paul Lapeyre
- Saïl Mohamed (1894-1953)
- Adrien Perrissaguet
- Vincent Joseph (1920- )
- Antoine Turmo